# ジョージ・デボル
ジョージ・チャールズ・デボル・ジュニア（George Charles Devol, Jr.、1912年2月20日 – 2011年8月11日）は、アメリカ合衆国の技術者、起業家。

## 経歴
デボルの最初期の発明は光電スイッチを使用した自動ドアだった。
1954年に『プログラム可能な物品搬送装置』に関する特許を出願して1961年にアメリカ合衆国特許第 2,988,237号として登録された。出願から7年後の1961年にアメリカのユニメーション社のジョセフ・エンゲルバーガーらが実用機としての産業用ロボットであるユニメートを発表した。このユニメートの試作機は真空管を使用していた。当時既にトランジスタは開発されていたものの、開発途上の段階で電磁波等の外乱によって誤作動する可能性があった事も真空管を採用した一因と考えられる。

## 特許
- アメリカ合衆国特許第 2,988,237号